# Вельо Узунов
Вельо Станчев Узунов е български революционер, деец на Вътрешната македоно-одринска революционна организация.

## Биография
Роден е в битолското село Облаково, днес Северна Македония. Взема участие в Илинденско-Преображенското въстание заедно със съселянина си Трайко Христов. Двамата влизат в четата на Иван Лисолаеца. След 1913 година Узунов е кмет на Облаково, когато селото е в рамките на Кралството на сърбите, хърватите и словенците. Той отклонява младежи наборници към България, а не към Сърбия и е бит поради това. По-късно емигрира в Плевенско.